# Чарльз Грейнер
Чарльз А. Грейнер-молодший (нар. 10 листопада 1968) — колишній американський військовий, відданий під трибунал за знущання над в'язнями після скандалу з тортурами ув'язнених у в'язниці Абу-Грейб у 2003—2004 роках. Разом з іншими солдатами його підрозділу армійського резерву, 372 роти військової поліції, Грейнер був звинувачений у тому, що дозволяв і чинив сексуальне, фізичне та психологічне насильство над іракськими в'язнями у в'язниці Абу-Грейб, сумнозвісній в'язниці в Багдаді під час окупації Іраку Сполученими Штатами Америки.
14 січня 2005 року Грейнер був визнаний винним згідно з Єдиним кодексом військової юстиції за звинуваченням у змові з метою жорстокого поводження з ув'язненими, у нездатності захистити ув'язнених від зловживань, жорстокого поводження, а також за звинуваченнями у нападі, непристойному поводженні та невиконанні службових обов'язків. Його засудили до 10 років ув'язнення, розжалування до рядового, звільнення з ганьбою і позбавлення зарплати і надбавок. Звинувачення в подружній зраді та перешкоджанні правосуддю були зняті до суду. 6 серпня 2011 року Грейнер був звільнений з дисциплінарних казарм у Форті Лівенворт, штат Канзас, після відбуття 6,5 років з десятирічного терміну ув'язнення.

## Раннє життя
Грейнер виріс у Болдвіні, округ Аллегені, штат Пенсільванія, передмісті Піттсбурга. Після закінчення середньої школи в 1986 році Грейнер навчався в Піттсбурзькому університеті протягом двох років, а потім кинув навчання, щоб приєднатися до резерву морської піхоти в квітні 1988 року. На верхньому правому біцепсі у нього була витатуйована емблема Корпусу морської піхоти та літери «USMC».
У 1990 році Грейнер одружився зі Стейсі М. Дін, 19-річною дівчиною з Огайопайла, штат Пенсільванія. У подружжя народилося двоє дітей. Отримавши освіту військового поліцейського, він брав участь у війні в Перській затоці в 1991 році. Він був у морській піхоті до травня 1996 року, коли пішов у відставку у званні молодшого капрала.
Грейнер брав участь у війні в Перській затоці, служив у 2-й роті військової поліції, яка спочатку входила до складу 4-й групи забезпечення 4-ї дивізії морської піхоти, підрозділу резерву морської піхоти, що базувався в Піттсбурзі, штат Пенсільванія. 11 січня 1991 року прибув до Саудівської Аравії, де брав участь в операції «Буря в пустелі». Звідти він вирушив до найбільшого табору для військовополонених поблизу саудівсько- кувейтського кордону, де працював близько шести тижнів.

## Тюремний охоронець
Після одруження він переїхав до Батлера, штат Пенсільванія, району сталеливарної промисловості на південному заході Пенсильванії. У 1994 році він почав працювати офіцером виправної колонії у в'язниці округу Фаєтт у зміні з «немилосердною репутацією». Одного разу Грейнера звинуватили в тому, що він жартома додав сльозогінний газ в каву нового охоронця, через що той захворів.
У травні 1996 року він переїхав до Державної виправної установи, Грін, в'язниці суворого режиму в окрузі Грін, штат Пенсільванія. Майже 70 % ув'язнених були чорношкірими, багато з них з великих міст, але в'язниця була розташована в сільській частині штату, і більше 90 % охоронців були білими. Охоронців в'язниці звинувачували в побитті та сексуальному насильстві над ув'язненими та проведенні обшуків порожнин на очах інших ув'язнених. Були також повідомлення про расизм, зокрема повідомлення про те, що охоронці написали «KKK» кров'ю побитого в'язня. У 1998 році за жорстоке поводження з ув'язненими було звільнено двох охоронців, а 20 інших відсторонено від роботи, понижено в посаді або оголошено догану.
У 1998 році ув'язнений звинуватив Грейнера і трьох інших охоронців у тому, що вони підкинули йому в їжу лезо бритви, через що у нього пішла кров з рота під час їжі. Ув'язнений звинуватив охоронців у тому, що вони спочатку ігнорували його крики про допомогу, а потім били його кулаками і ногами, коли його вели до медсестри. Грейнера звинуватили в тому, що він сказав йому: «Замовкни, ніґґер, поки ми тебе не вбили». Звинувачення були заперечені; хоча федеральний мировий суддя постановив, що звинувачення мали «переконливі аргументи як за фактами, так і за законом», справу було закрито, коли в'язень зник після звільнення. Грейнера та чотирьох інших охоронців звинуватили в побитті іншого ув'язненого, який навмисно затопив свою камеру, знущаннях над протестувальниками проти смертної кари, вживанні расових епітетів і в тому, що вони сказали ув'язненому -мусульманину, що Чарльз натер свининою всю його тацю з їжею.
Другий позов за участю Грейнера був поданий ув'язненим, який стверджував, що охоронці змусили його стояти на одній нозі, коли одягали наручники, і поставили йому підніжку. Однак ця заява була визнана такою, що була подана занадто пізно за строком давності.

## Домашнє насильство
У травні 1997 року дружина Грейнера і мати їхніх двох дітей подала на розлучення і звернулася за захисним ордером, свідчачи, що Грейнер погрожував їй вбити. Без заперечень з боку Грейнера було видано шестимісячний захисний ордер. Незабаром після закінчення терміну дії першого, Стейсі Дін отримала другий захисний ордер, заявивши, що Грейнер прийшов до неї додому, штовхнув її об меблі, кинув на ліжко, схопив її за руку і вдарив рукою в обличчя. Через три роки Дін викликала поліцію після того, як Грейнер прийшов до неї додому і напав на неї. Дін сказав, що Грейнер «висмикнув мене з ліжка за волосся, потягнув мене і всі ковдри в коридор і намагався скинути зі сходів». Після цього Грейнер зателефонував другу Дін і нібито сказав: «У мене нічого немає, якщо вона не моя дружина, вона мертва». Грейнер визнав напад, було видано третій охоронний ордер.
Незабаром після цього було видано охоронний ордер проти Грейнера для захисту його дружини, яка проживала окремо від нього. Це стало наслідком коментаря Грейнера Дін про те, що «вона може залишити його зброю, тому що вона не знадобиться йому для того, що він збирається зробити з позивачкою».

## Абу-Грейб

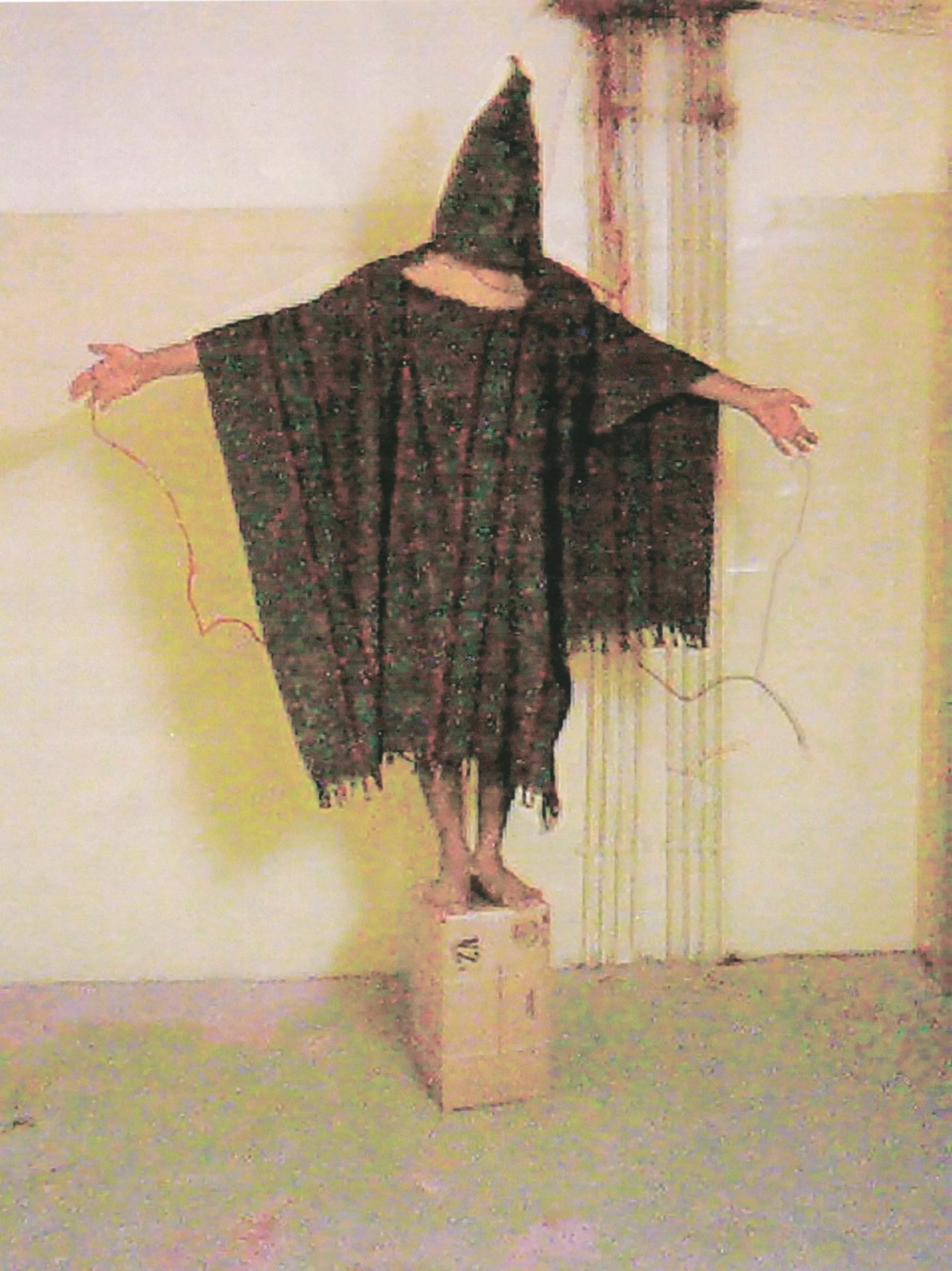
Зображення Абду Хусейна Саада Фалеха, яке стало приводом для розслідування

У листопаді 2003 року Грейнер був нагороджений подякою від армії за службу в військовій поліції в Іраку. Під час служби в Іраку Грейнер мав звання спеціаліста в роті.

### Звинувачення

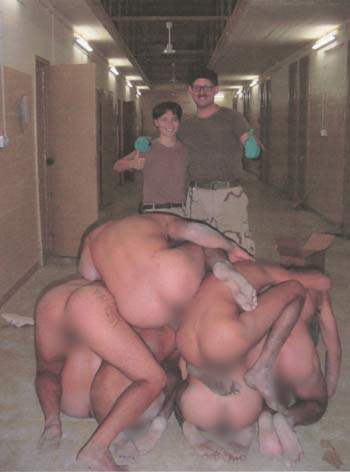
Грейнер і Лінді Інгланд позують з іракськими ув'язненими, викладеними в людську піраміду.

Після того, як з'явилися звинувачення у знущаннях, військові слідчі опитали тринадцять ув'язнених. Вісім із них назвали Грейнера одним із кривдників, а інші п'ятеро описали людину, схожу на нього. Звіт про розслідування назвав Грейнера ватажком зловживання.
Один із ув'язнених, Касім Мехадді Хілас, розповів, що одного дня він попросив у Грейнера час на молитву. Грейнер прикував його наручниками до решітки вікна камери і залишив там, звисаючи з підлоги, майже на п'ять годин. Іншого разу Грейнер та інші солдати прив'язали в'язня до ліжка і ґвалтували його фосфорною лампою, поки інший солдат фотографував.
Інший ув'язнений, Абду Хусейн Саад Фалех, сказав, що Грейнер змусив його стояти на коробці з-під їжі, голяка, за винятком ковдри. Потім інший солдат одягнув йому на голову мішок і приєднав електроди на пальці рук, ніг і пеніс. Фотографія цього інциденту була однією з перших фотографій, публікація якої спонукала до розслідування. Третій ув'язнений, Мохандед Джума Джума, сказав, що Грейнер часто кидав їжу в туалети і казав ув'язненим її їсти.
Джеремі Сівітс, солдат, який визнав себе винним за звинуваченнями, пов'язаними з розслідуванням Абу-Грейб, стверджував, що одного разу Грейнер так сильно вдарив в'язня кулаком по голові, що той втратив свідомість.

### Хронологія

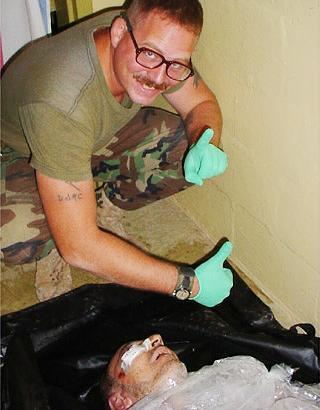
Грейнер позує над трупом Манаделя аль-Джамаді, іракського в'язня.

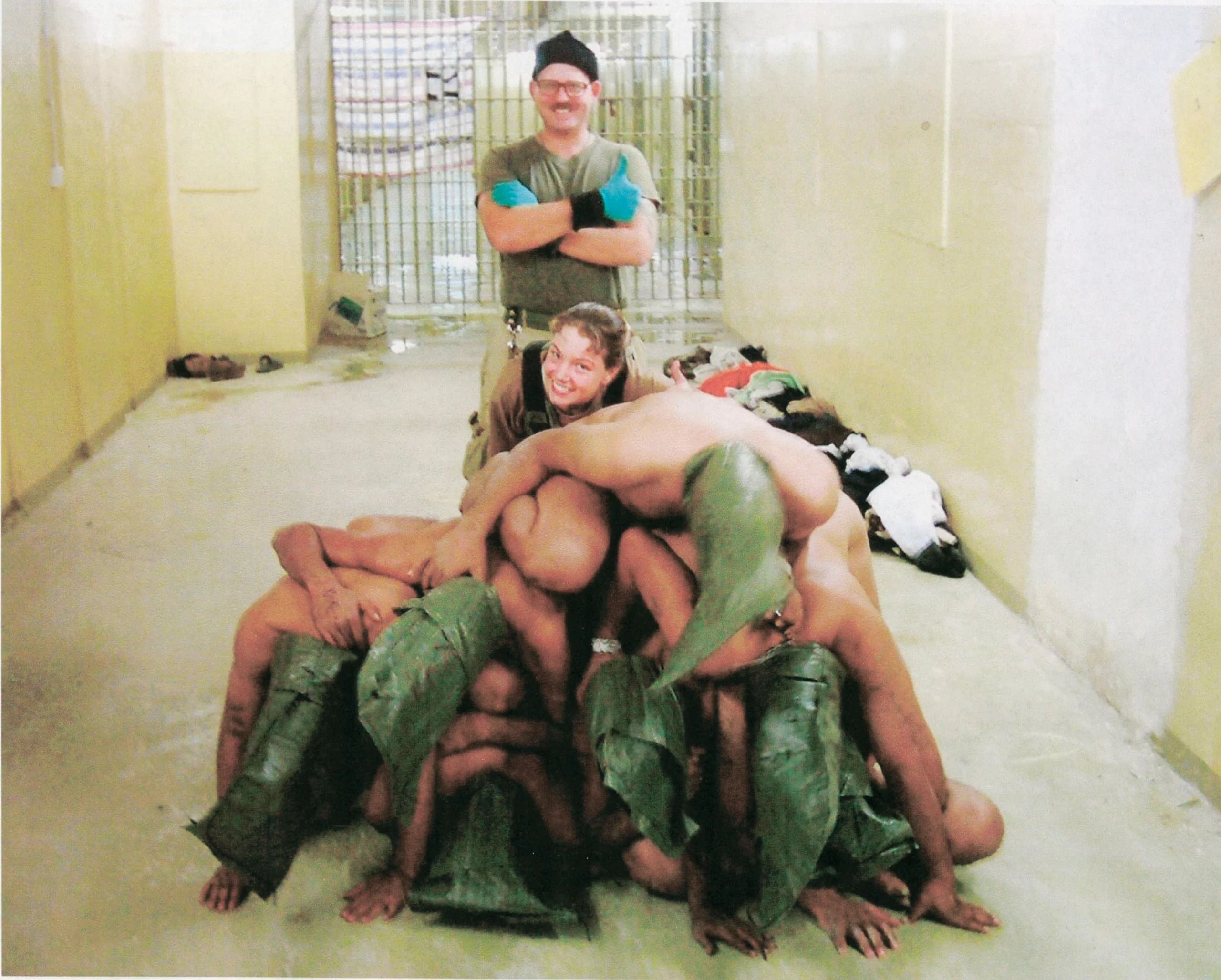
Грейнер і Сабріна Гарман

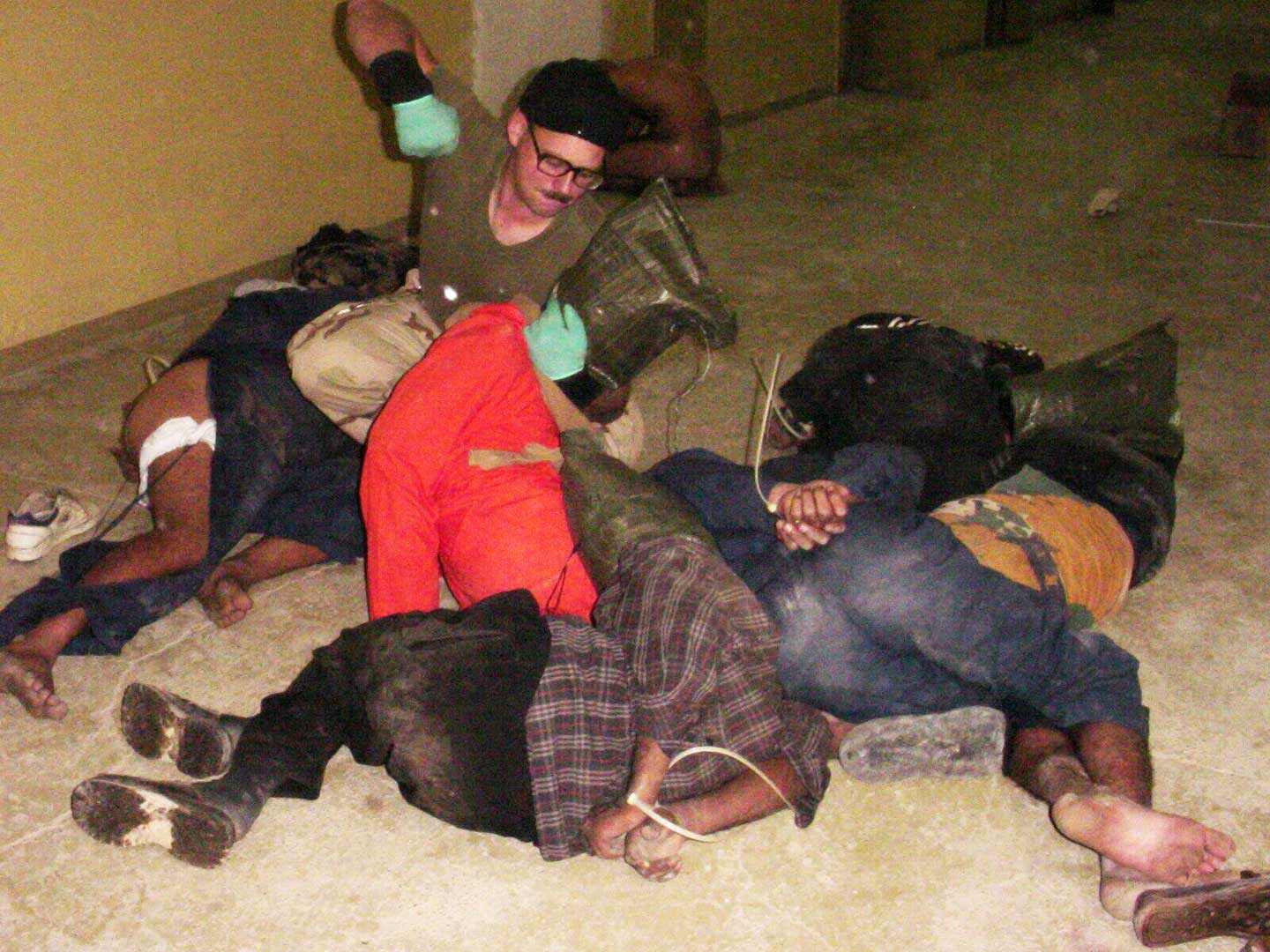
Гранер, схоже, б'є або вдає, що б'є закутих у наручники іракських в'язнів

- 2002: Грейнер вступає в армійський резерв.
- 5 травня 2003: Грейнера призвали на військову службу в Іраку.
- 2003–2004 Жорстоке поводження з в'язнями Абу-Грейб:
  - Спеціаліст Сабріна Гарман свідчила про завдання Грейнера, «Робота Грейнера та Фредеріка […] змусити цих людей говорити» з офіцерами військової розвідки та з «OGA», скорочено від «Інше урядове агентство», прізвисько ЦРУ".[15]
  - Грейнер з'являється на кількох знімках зі своїми колегами-охоронцями Лінді Інгланд і Сабріною Гарман, показуючи великі пальці перед оголеними в'язнями. На одній фотографії Грейнер позує над трупом Манаделя аль-Джамаді, іракського в'язня; на правій скроні аль-Джамаді можна побачити невелику пляму крові, а його очі заклеєні скотчем. Згідно зі свідченням спеціаліста Джейсона Кеннера, морські котики доставили аль-Джамаді у в'язницю здоровим; Кеннер каже, що бачив, що аль-Джамаді виглядав сильно побитим, коли його мертве тіло виводили з душу. За словами Кеннера, між слідчими ЦРУ та військовими розгорнулася «битва» за те, хто має позбутися тіла. Капітан Дональд Різ, командир 372 роти військової поліції, дав свідчення про смерть аль-Джамаді, сказавши, що бачив мертвого в'язня. Різ свідчив: «Мені сказали, що коли його привезли, він був у бойовому стані, що вони забрали його до кімнати, і під час допиту він помер».[16] Різ заявив, що труп був замкнений у душовій на ніч, де він його вперше і побачив. Різ каже, що спочатку йому сказали, що чоловік помер від серцевого нападу, але коли він побачив його, у нього «текла кров з голови, носа, рота».[16] Після розтину тіла було зроблено висновок, що причиною смерті став тромб, який утворився внаслідок травми.[16]
  - Ув'язнений Касім Мехадді Гілас дає свідчення щодо свого перебування в Абу-Грейб, розповідаючи слідчим, що Грейнер прикував його наручниками до решітки вікна камери після того, як Гілас запитав Грейнера, котра година, тому що він хотів помолитися. Грейнер залишив його зі звисаючими над підлогою ногами майже на п'ять годин.[12] Гілас також детально описав події, свідком яких він був, коли Грейнер і деякі його товариші-солдати ґвалтували та вчиняли насильства іншого характеру над іншими ув'язненими. Ці події також були детально описані іншими ув'язненими, в тому числі і самими жертвами. За словами Гіласа, Грейнер також «неодноразово кидав їжу затриманих в туалети і казав: „Їж це“».[12]
  - Спец. Джозеф М. Дарбі, який повідомив про зловживання у в'язниці, заявив, що він запитав Грейнера, військового поліцейського, відповідальним за нічну зміну, «чи є у нього фотографії камери, де сталася стрілянина».[17] Дарбі отримав від Грейнера два компакт-диски з фотографіями. Дарбі сказав слідчим: «Я думав, що на дисках були лише фотографії Іраку, камери, де сталася стрілянина». Однак на дисках містилися «сотні фотографій, на яких зображено оголених затриманих, над якими знущаються американські солдати». Відчуваючи, що те, що він побачив, було «просто неправильним», Дарбі був змушений щось з цим зробити. Після зустрічі з Дарбі Грейнер відповів: " Християнин в мені каже, що це неправильно, але офіцер виправної установи в мені каже: «Я люблю змушувати дорослого чоловіка обмочити штани».[17]
  - Джулі Скелфо та Род Нордланд з Newsweek повідомили: «Один військовий слідчий написав у своїх нотатках про Грейнера: „найбільший сучин син на землі“, причому він двічі підкреслив це слово».[18]
- 14 травня 2004: Армія США висуває сім кримінальних звинувачень проти Грейнера відповідно до Єдиного кодексу військової юстиції, що передбачають покарання до 24,5 років ув'язнення, позбавлення заробітної плати, пониження у званні та звільнення з ганьбою:[19]

1. Змова з жорстокого поводження з ув'язненими;
2. Невиконання службових обов'язків через умисне незабезпечення захисту затриманих від знущань, жорстокого або нелюдського поводження;
3. Напад на затриманих;
4. Вчинення непристойних дій;
5. Подружня зрада;
6. Перешкоджання правосуддю ;
7. Жорстоке поводження із затриманими.

Звинувачення у подружній зраді та перешкоджанні правосуддю були зняті ще до початку першого судового процесу. Пізніше були зняті й інші звинувачення, залишилися лише звинувачення у змові з метою жорстокого поводження з ув'язненими, нападі та вчиненні непристойних дій. Таким чином, максимальне покарання становило 17,5 років замість 24,5 років.
- 19 травня 2004: Грейнеру пред'являють звинувачення разом із штаб-сержантом Айвеном Л. «Чіпом» Фредеріком II і сержантом Джавалом Девісом. Всі вони відмовляються від права на зачитування звинувачень вголос. Розгляд їхніх клопотань було відкладено. Того ж дня Джеремі С. Сівітс, перший солдат, який постав перед судом, був засуджений до максимального покарання у вигляді одного року позбавлення волі та звільнення за погану поведінку.[22]
- 25 червня 2004 р: Спеціаліст Ізраель Рівера, аналітик військової розвідки, дає свідчення на слуханнях у Багдаді, які вирішать, чи слід віддати під трибунал спеціалістку Сабріну Гарман. Рівера каже, що Грейнер викрикував «гомосексуальні образи» трьом голим ув'язненим, «наказуючи їм повзати по землі, щоб їхні геніталії волочилися по підлозі». За словами Рівери, «Грейнер кричав щось на кшталт: „Хлопці, ви там трахаєтесь?“ і „довбані педики“».[23]
- Троє ключових свідків відмовилися свідчити проти Грейнера під час таємного слухання на підставі того, що вони могли свідчити проти себе (див. П'яту поправку до Конституції Сполучених Штатів):[24]
  - підполковник Стівен Л. Джордан, який як директор Об'єднаного центру допитів і дебрифінгу у в'язниці контролював допити;
  - Капітан Дональд Дж. Різ, який був командиром 372-ї роти військової поліції, в якій служив Грейнер; і
  - Адель Нахла, цивільний перекладач, працівник приватної військової компанії Titan Corporation, призначений до 205 бригади військової розвідки; згаданий у звіті Тагуби як підозрюваний.

### Військовий суд

#### Слухання за статтею 32
Через проблеми безпеки з проведенням досудових слухань у Багдаді справу передали до Німеччини. 23 серпня Грейнер постав перед військовим суддею полковником Джеймсом Полом на військовій базі з високим рівнем безпеки в місті Мангайм на південному заході Німеччини. Того дня відбулися слухання за статтею 32. Ці попередні слухання зазвичай виконують функцію пред'явлення обвинувачення і дозволяють судді заслухати й ухвалити рішення щодо клопотань, поданих прокурором і захистом. Грейнер прибув зі спеціалісткою Меган Амбюль, а також зі своїми цивільними адвокатами та призначеними військовими адвокатами.
Під час слухання за статтею 32 адвокати Гарман та Грейнера подали клопотання про доказування. Пол призначив крайній термін до 10 вересня, щоб уряд надав групі захисту необхідні документи, і розпорядився оприлюднити звіт армії США, підготовлений Відділом кримінальних розслідувань щодо процедур розслідування, а також звіт комісії Шлезінгера.
Адвокат Грейнера (а також адвокати кількох інших обвинувачених) також подав клопотання про вилучення доказів щодо заяв, зроблених армійським слідчим під час допитів, а також про вилучення комп'ютера. Також було запропоновано змінити місце проведення суду, оскільки деяких свідків не можна було змусити приїхати до Іраку для дачі показань. Крім того, захист добивався імунітету від переслідування для кількох осіб, щоб вони могли свідчити на користь захисту. Суддя відхилив усі три клопотання, а також постановив, що відеосвідчення та позасудові допити можуть бути використані як докази.

#### Слухання 22 жовтня
Ще одне досудове слухання відбулося 22 жовтня в таборі «Victory» у Багдаді, де суддею знову був Поль. Поль призначив 7 січня 2005 року датою судового розгляду та знову відхилив клопотання захисту про надання імунітету кільком свідкам, щоб вони могли давати свідчення без страху бути звинуваченими. 11 листопада підполковник Фред Тейлор, суддя-адвокат в офісі регіонального адвоката захисту в таборі «Victory», повідомив Грейнеру, що військовий суддя наказав проводити всі подальші слухання у цій справі у Форті Худ, штат Техас.

#### Невизнання вини та відбір членів військового трибуналу
Судовий процес офіційно розпочався 7 січня в судовому центрі Вільямса у Форті Худ під головуванням полковника Джеймса Пола. Військовий трибунал складався з десяти членів, серед яких було чотири офіцери та шість солдатів строкової служби, усі вони служили в Іраку чи Афганістані. Відповідно до військового законодавства, три чверті членів суду повинні проголосувати за визнання винним, щоб засудити особу за кожним звинуваченням.
Грейнер заявив, що не визнає себе винним за кожним із п'яти звинувачень. Двоє офіцерів, призначених як члени суду, були відстороненні від засідання: полковник Аллен Батшелет, який заявив, що йому соромно як офіцеру армії після того, як він побачив фотографії і він мав тверду думку щодо справи, і підполковник Марк Кормос, відстороненний прокурорами без вказання причини.
Під час засідання також було оприлюднено список потенційних свідків. До нього входили троє інших солдатів підрозділу Грейнера із західної Пенсільванії: капітан Дональд Різ з Нью-Стантона, спеціаліст Джеремі Сівітс з округу Бедфорд і сержант Джозеф Дарбі з округу Сомерсет. Різ був командиром підрозділу і отримав догану у зв'язку з Абу-Грейб; Сівіц вже визнав свою провину в рамках угоди про визнання вини; Дарбі був солдатом, який першим повідомив про ситуацію в Абу-Грейб. На слуханні було названо кілька інших можливих свідків, у тому числі заздалегідь записані відео показання трьох іракських ув'язнених — двох з боку обвинувачення та одного з боку захисту. Адвокат Грейнера, Ґай Вомак, висловив сумнів стосовно того, чи буде Грейнер свідчити сам.
Після слухання журналісти взяли інтерв'ю у Грейнера поза залою суду, де Грейнер висловив позитивний настрій, сказавши: «Що б не сталося тут, станеться. Я все ще намагаюся залишатися позитивно налаштованим».

#### Свідчення
Вступні промови почалися 10 січня. Під час цього слухання розпочалися показання свідків. Свідчили троє солдатів з підрозділу Гренера; першим був спеціаліст Метью Віздом, який першим повідомив про ситуацію в Абу-Грейб. Віздом сказав, що Грейнер любив бити ув'язнених (при цьому він сміявся, свистів і співав) і був тим, хто першим подумав виставляти оголених в'язнів у формі людських пірамід та в інших позах. Цього дня військовий суддя Майкл Гантер заборонив будь-яке подальше висвітлення слухання.
Свідчення продовжилися наступного дня, коли сирійський іноземний бойовик Амід аль-Шейх розповів суду у відеозаписі, що Грейнер побив його, коли той відновлювався після кульового поранення. Аль-Шейх описав Грейнера як «головного ката» і сказав, що той змушував його їсти свинину, пити алкоголь і дякувати Ісусу за те, що він зберіг йому життя. Інший затриманий, Хусейн Мутар, засвідчив, що Грейнер змушував його, як і аль-Шейха, їсти свинину, пити алкоголь і проклинати іслам. Його також змушували мастурбувати на людях, і він був одним із чоловіків, яких склали в оголену піраміду .
11 січня військові прокурори також представили неоприлюднені докази, включаючи відео примусової групової мастурбації та фотографію жінки-ув'язненої, яку змушують показувати груди.

#### Виконання наказів
Основний захист полягав у тому, що Грейнер виконував накази офіцерів розвідки та перебував під їхнім наглядом. Грейнер та інші засвідчили, що багато старших офіцерів знали про цю діяльність і активно її підтримували. Саме тому він не переймався тим, що робив і поширював фотографії, які згодом були використані проти нього. Посилаючись на військову розвідку, Грейнер засвідчив: «Я ледь не забив до смерті затриманого воєнної розвідки на очах у воєнного розвідника», перш ніж Поль перервав його.
Офіційну скаргу про зловживання було подано фахівцем Метью Віздомом у листопаді 2003 року, але військові її проігнорували. Рядовий Айвен Фредерік (раніше засуджений за жорстоке поводження) сказав, що консультувався з шістьма старшими офіцерами, від капітанів до підполковників, щодо дій охоронців, але ніхто не наказав їм зупинитися. Незважаючи на це, обвинувачення не викликало жодного старшого офіцера для надання свідчень. Вомак припускає, що це сталося не тому, що вони «просто забули» це зробити.
Радник Білого дому Альберто Гонсалес опублікував меморандум, в якому дуже вузько визначав катування як «навмисне заподіяння незворотних ушкоджень життєво важливих органів або постійної емоційної травми». Це виключало б акти залякування з боку Грейнера. Однак обвинувачення стверджувало, що навіть якщо він виконував накази старших офіцерів, він повинен був знати, що ці накази були незаконними.

#### Вердикт
15 січня 2005 року Грейнера визнали винним у нападі, побоях, змові, жорстокому поводженні із затриманими, вчиненні непристойних дій і невиконанні службових обов'язків і засудили до 10 років ув'язнення, пониження в званні до рядового, звільнення з ганьбою і позбавлення всіх виплат і пільг.
Адвокат захисту Ґай Вомак стверджував, що Грейнера та шістьох інших охоронців в Абу-Грейб, звинувачених у зловживаннях, намагалися зробити цапами-відбувайлами. Наприклад, The Washington Post у 2004 році повідомила, що поза для тортур, відома як «палестинське повішення», де в'язня підвішують за руки за спиною, була схвалена адміністрацією Буша для використання в допитах ЦРУ (ЦРУ називає її «вдосконаленою технікою допиту»).
Мати Грейнера, Ірма Грейнер, сказала: «Ви знаєте, що перед судом має постати вище начальство… вони змусили маленьких хлопців взяти на себе провину. Але правда зрештою розкриється».

## Життя після суду
Грейнер був ув'язнений у дисциплінарних казармах Сполучених Штатів у Левенворті, штат Канзас.
У 2005 році, відбуваючи покарання за свою роль у скандалі Абу-Грейб, Грейнер одружився з тюремною наглядачкою Абу-Грейб Меган Амбюль. Грейнер мав стосунки з товаришкою по службі, Лінді Інгланд, і у них народилася дитина. Амбюль не дозволили бачитися з ним протягом перших 2,5 років його ув'язнення; це був шлюб за дорученням з другом. Раніше Амбюль визнала себе винною за двома незначними звинуваченнями, але не відбувала ув'язнення і була звільнена.
Грейнер вийшов з в'язниці, відбувши 6,5 років з десятирічного ув'язнення. Він перебував на умовно-достроковому звільненні до 25 грудня 2014 року.
Грейнер і його дружина відхиляли запити на інтерв'ю.

## Подальше читання
- Деніс Кошон «Адвокат хоче, щоб Рамсфельд дав свідчення у справі про зловживання у в'язниці». USA Today: 13 червня 2003 року.
- Майкл А. Фуоко та ін. «Підозрюваний у жорстокому поводженні з ув'язненими має історію неприємностей». Pittsburgh Post-Gazette: 8 травня 2004 року.
- Джуді Лін. «Солдат — об'єкт попередніх звинувачень у зловживаннях». Асошіейтед Прес: 13 травня 2004 року.
- Пол Пірс. «Грейнер залишається позитивно налаштованим до суду». Pittsburgh Tribune-Review. 8 січня 2005 року.
- Річард А. Серрано і Грег Міллер. «Тюремні розвідники піддаються ретельній перевірці». Лос-Анджелес Таймс: 23 травня 2004 року.

- Вікісховище має мультимедійні дані за темою: Чарльз Грейнер